# Takamaka (Praslin)
Takamaka ist ein Gipfel der Insel Praslin im Inselstaat Seychellen im Indischen Ozean.

## Geographie
Der Hügel erreicht eine Höhe von 319 m. Er überblickt den Ort Grand Anse im gleichnamigen Verwaltungsbezirk an der Südküste der Insel, liegt aber auf der Grenze zum benachbarten Bezirk Baie Sainte Anne.
Er liegt auch am Rande des Nationalparks Vallée de Mai.